# デイヴィッド・マブザ
デイヴィッド・ダベデ・マブザ（David Dabede Mabuza、1960年8月25日 - 2025年7月3日）は、南アフリカ共和国の政治家。2018年から2023年まで副大統領、所属するアフリカ民族会議でも副党首を務めていた。

## 来歴
ムグウェニャ教育カレッジを卒業後、南アフリカ大学へ進学。大学卒業後は教師として働き、中学校の校長や全国的な教職員組合の議長などを務めていた。
1994年からはムプマランガ州の教育委員を務めながらアフリカ民族会議（ANC）の地区議長も務めた。1998年にはANCのムプマランガ州執行委員となり、2006年までの9年間その職を務めた。2007年の大統領選挙ではジェイコブ・ズマを支援し、2009年にはムプマランガ州知事に就任した。
2025年7月3日死去。64歳没。

## 副大統領
ジェイコブ・ズマの後任を決めるためANC党内で行われた大統領候補指名選挙では当初シリル・ラマポーザの対立候補を支援していたが、終盤にラマポーザ支持に切り替えた。そして2017年にはANC副議長に就任し、翌年2月に副大統領に指名された。

## 不正疑惑など
マブザは汚職への関与が疑われ、州知事時代に政敵の暗殺に関わった疑惑が取り沙汰されている。一方で彼自身も2015年に毒殺未遂に遭ったと言われているが、その後回復して政務に戻っている。
2010年には自宅が盗難被害に遭い、総額1400万ランドの現金が盗まれたと言われている。一方で捜査を行なった州警察は盗まれたのはわずか1200ランドで、その後マブザが400万ランドが消えていることを報告したと伝えている。
2018年8月にはニューヨーク・タイムズが調査記事を出し、記事内で彼を「南アフリカで最も危険な人物」と評している。記事によると彼の周囲にいた政治家およそ20名が過去20年間で暗殺されている。さらにマブザが州知事時代に独自の政治ネットワークを形成し、学校建設契約などで不正を行なったとしている。2023年3月1日には副大統領の辞表を提出した上で国会議員も辞職する意向を示した。